# Reveal (R.E.M.-Album)
Reveal ist das zwölfte Studioalbum der US-amerikanischen Rockband R.E.M. und wurde am 14. Mai 2001 als Nachfolger von Up veröffentlicht. Das Album erreichte die Spitzenposition der Charts unter anderem in Großbritannien und Deutschland.

## Titelliste
Die Texte wurden von den Bandmitgliedern geschrieben.
1. The Lifting – 4:39
2. I’ve Been High – 3:25
3. All the Way to Reno (You’re Gonna Be a Star) – 4:43
4. She Just Wants to Be – 5:22
5. Disappear – 4:11
6. Saturn Return – 4:55
7. Beat a Drum – 4:21
8. Imitation of Life – 3:57
9. Summer Turns to High – 3:31
10. Chorus and the Ring – 4:31
11. I’ll Take the Rain – 5:51
12. Beachball – 4:14

## Wissenswertes
Das Album setzt sich hauptsächlich aus ruhigeren Titeln zusammen. Imitation of Life wurde 2001 zu einem Sommer-Radio-Hit, dem hohe Chartpositionen jedoch verwehrt blieben.

## Kritik
Die Kritiken waren hauptsächlich positiv. Joachim Gauger von laut.de berichtete von „traumhaften Songs“ und einer „traumhaften Melancholie für einen lauen Sommerabend“. Für Konrad Heidkamp war das Album ein „Meisterstück“; die Band habe „das Versprechen der magischen Verbindung aus Enigma, Rock-Mainstream und Kunst erfüllt.“ Matthias Eisen von cdstarts.de meinte, dass es auch mit Reveal gelungen sei, eine „gute und innovativ-atmosphärische Platte abzuliefern“. Bei metacritic.com erreichte das Album einen Durchschnitt von 76 Punkten, basierend auf 20 Reviews.

## Kommerzieller Erfolg

### Chartplatzierungen

#### Album
| ChartsChartplatzierungen       | Höchstplatzierung | Wochen |
| ------------------------------ | ----------------- | ------ |
| Deutschland (GfK)              | 1 (21 Wo.)        | 21     |
| Österreich (Ö3)                | 1 (17 Wo.)        | 17     |
| Schweiz (IFPI)                 | 1 (20 Wo.)        | 20     |
| Vereinigte Staaten (Billboard) | 6 (10 Wo.)        | 10     |
| Vereinigtes Königreich (OCC)   | 1 (16 Wo.)        | 16     |

| ChartsJahrescharts (2001)    | Platzierung |
| ---------------------------- | ----------- |
| Deutschland (GfK)            | 16          |
| Österreich (Ö3)              | 27          |
| Schweiz (IFPI)               | 22          |
| Vereinigtes Königreich (OCC) | 47          |

#### Singles
| Jahr | Titel                                        | Höchstplatzierung, Gesamtwochen, AuszeichnungChartplatzierungen (Jahr, Titel, , Platzierungen, Wochen, Auszeichnungen, Anmerkungen) | Höchstplatzierung, Gesamtwochen, AuszeichnungChartplatzierungen (Jahr, Titel, , Platzierungen, Wochen, Auszeichnungen, Anmerkungen) | Höchstplatzierung, Gesamtwochen, AuszeichnungChartplatzierungen (Jahr, Titel, , Platzierungen, Wochen, Auszeichnungen, Anmerkungen) | Höchstplatzierung, Gesamtwochen, AuszeichnungChartplatzierungen (Jahr, Titel, , Platzierungen, Wochen, Auszeichnungen, Anmerkungen) | Höchstplatzierung, Gesamtwochen, AuszeichnungChartplatzierungen (Jahr, Titel, , Platzierungen, Wochen, Auszeichnungen, Anmerkungen) | Anmerkungen                             |
| Jahr | Titel                                        | DE | AT | CH | UK | US | Anmerkungen                             |
| ---- | -------------------------------------------- | --- | --- | --- | --- | --- | --------------------------------------- |
| 2001 | Imitation of Life                            | DE35 (9 Wo.)DE | AT19 (11 Wo.)AT | CH27 (16 Wo.)CH | UK6 (13 Wo.)UK | US83 (5 Wo.)US | Erstveröffentlichung: 30. April 2001    |
| 2001 | All the Way to Reno (You’re Gonna Be a Star) | DE92 (1 Wo.)DE | — | — | UK24 (4 Wo.)UK | — | Erstveröffentlichung: 23. Juli 2001     |
| 2001 | I’ll Take the Rain                           | — | — | — | UK44 (2 Wo.)UK | — | Erstveröffentlichung: 19. November 2001 |

### Auszeichnungen für Musikverkäufe
| Land/Region                  | Auszeichnungen für Musikverkäufe (Land/Region, Auszeichnung, Verkäufe) | Verkäufe  |
| ---------------------------- | ---------------------------------------------------------------------- | --------- |
| Australien (ARIA)            | Gold                                                                   | 35.000    |
| Belgien (BRMA)               | Gold                                                                   | (25.000)  |
| Dänemark (IFPI)              | Gold                                                                   | (25.000)  |
| Deutschland (BVMI)           | Gold                                                                   | (150.000) |
| Europa (IFPI)                | Platin                                                                 | 1.000.000 |
| Italien (FIMI)               | Platin                                                                 | (100.000) |
| Kanada (MC)                  | Gold                                                                   | 50.000    |
| Neuseeland (RMNZ)            | Gold                                                                   | 7.500     |
| Österreich (IFPI)            | Gold                                                                   | (20.000)  |
| Schweiz (IFPI)               | Platin                                                                 | (40.000)  |
| Spanien (Promusicae)         | Gold                                                                   | (50.000)  |
| Vereinigte Staaten (RIAA)    | Gold                                                                   | 500.000   |
| Vereinigtes Königreich (BPI) | Platin                                                                 | (300.000) |
| Insgesamt                    | 9× Gold · 4× Platin ·                                                  | 1.592.500 |

Hauptartikel: R.E.M./Auszeichnungen für Musikverkäufe